# Stofhoeveelheid
De hoeveelheid stof, stofhoeveelheid, chemische hoeveelheid, of enplethie is een grootheid met symbool {\displaystyle n}, en is een maat voor het aantal gespecifieerde elementaire entiteiten in een systeem. Deze entiteiten kunnen moleculen of atomen zijn, maar ook ionen of subatomaire deeltjes, zoals elektronen. 
De hoeveelheid stof {\displaystyle n} is gedefinieerd als de verhouding van het aantal entiteiten {\displaystyle N} tot de constante van Avogadro {\displaystyle N_{\text{A}}}:
{\displaystyle n={N \over N_{\text{A}}}}
waarbij {\displaystyle N_{\text{A}}=6{,}022\ 140\ 76\times 10^{23}\ {\text{mol}}^{-1}}
De stofhoeveelheid is een van de zeven basisgrootheden in het SI-meeteenhedenstelsel, en heeft als eenheid de mol. Men kan een hoeveelheid dus uitdrukken in de SI-eenheden mol, millimol (mmol), micromol (µmol), etc.
Indien bij gebruik van de mol het type deeltje niet wordt gespecificeerd, zal uit de context volgen welk deeltje wordt bedoeld: moleculaire stoffen bestaan uit moleculen, dus bij 'een mol water' wordt gedoeld op watermoleculen. Natriumchloride (keukenzout) is een zout met de formule NaCl, dat uit natrium- en chloride-ionen bestaat. Eén mol natriumchloride bevat daarom ook één mol natriumionen en één mol chloride-ionen.
Tussen de massa {\displaystyle m} van een stof en de stofhoeveelheid {\displaystyle n} zelf bestaat de volgende relatie:
{\displaystyle n={m \over M}}
waarin {\displaystyle M} staat voor de molaire massa van de stof.